# Ґуркі (Седлецький повіт)
Ґуркі (пол. Górki) — село в Польщі, у гміні Пшесмики Седлецького повіту Мазовецького воєводства.
Населення — 90 осіб (2011).
У 1975-1998 роках село належало до Седлецького воєводства.

## Демографія
Демографічна структура станом на 31 березня 2011 року:
|          | Загалом | Допрацездатний вік | Працездатний вік | Постпрацездатний вік |
| -------- | ------- | ------------------ | ---------------- | -------------------- |
| Чоловіки | 42      | 3                  | 29               | 10                   |
| Жінки    | 48      | 4                  | 31               | 13                   |
| Разом    | 90      | 7                  | 60               | 23                   |